# Scheloribates alexandrinae
Scheloribates alexandrinae är en kvalsterart som beskrevs av Vasiliu och Ivan 1995. Scheloribates alexandrinae ingår i släktet Scheloribates och familjen Scheloribatidae. Inga underarter finns listade i Catalogue of Life.